# Precious (film)
Precious (Precious: Based on the Novel 'Push' by Sapphire) è un film del 2009 diretto da Lee Daniels.
Il soggetto è basato sul romanzo di Sapphire Push - La storia di Precious Jones. Il film è stato presentato al Sundance Film Festival, dove si è aggiudicato diversi premi, e successivamente al Festival di Cannes 2009 nella sezione Un Certain Regard.
Il film ottenne due Oscar 2010, per la miglior attrice non protagonista a Mo'Nique e per la migliore sceneggiatura non originale a Geoffrey Fletcher, su sei candidature totali, comprendenti quelle a miglior film, miglior regia, miglior attrice protagonista (Gabourey Sidibe) e miglior montaggio.

## Trama
Nella Harlem povera e disagiata del 1987 vive l'adolescente Claireece “Precious” Jones, una ragazza sedicenne semi-analfabeta e obesa. La giovane, oltre al rapporto complicato con la madre Mary, disoccupata e violenta, subisce costanti abusi dal padre, e ha già dato alla luce una bambina con la sindrome di Down. Quando la scuola scopre che Precious è nuovamente incinta, la espelle. Grazie all'interessamento della direttrice, la ragazza viene mandata in un istituto per ragazzi con problemi sociali. Lì inizia pian piano a recuperare la fiducia in se stessa e, grazie all'aiuto di diverse persone, intraprende un percorso verso una vita più umana e felice.
Ispirata dalla sua nuova insegnante Blu Rain, impara a leggere e a scrivere; incontra inoltre l'assistente sociale Miss Weiss, che viene a conoscenza dell'incesto domestico quando Precious si lascia sfuggire chi è il padre dei suoi figli. Quando la ragazza è in ospedale per dare alla luce il suo secondo figlio, Abdul, incontra John McFadden, un giovane e premuroso assistente infermiere, che le dimostra gentilezza. 
Tornata a casa dall'ospedale col piccolo, rimane sconcertata nel vedere la madre buttare rabbiosamente Abdul, di soli tre giorni, sul divano, dopo averle chiesto di tenerlo in braccio; per proteggere il neonato, Precious trova infine la forza di reagire e fuggire. Dopo un disperato vagabondare per il quartiere,  infine viene ospitata a casa della professoressa Rain e dalla sua compagna. Il mattino seguente l'insegnante trova per la giovane e suo figlio un posto dove può essere assistita; la ragazza sarà così in grado di proseguire gli studi mentre alleverà Abdul in una casa di riabilitazione. 
Successivamente la madre torna da lei per informarla che il padre è morto di AIDS. Precious si scopre sieropositiva, mentre Abdul non lo è. La ragazza e sua madre si incontrano per l'ultima volta per iniziativa della signorina Weiss, che - interrogando Mary - scopre così gli abusi subiti da Precious fin dall'età di tre anni: nonostante questo, l'unico sentimento che la madre dimostra è invidia verso la figlia che "le avrebbe tolto le attenzioni di suo marito". Nella speranza di arrivare al suo scopo e riavere la figlia a casa, Mary porta con sè sua nipote disabile all'incontro con Miss Weiss, credendo così di mostrarsi come nonna premurosa. Ma Precious non si lascia intenerire, si alza con il bambino in braccio, prende per mano la sua piccola e si allontana per sempre dalla madre. Mary allora prega la signorina Weiss di aiutarla a far ritornare sua figlia a casa, ma anche quest’ultima si alza e va via, indignata e scioccata dalla gravità degli abusi appena confessati.
Precious, decisa a migliorare la sua vita e quella dei suoi figli, tronca per sempre  i rapporti con la madre; progetta di completare l'esame di DGE (General Educational Development) per ricevere il diploma equivalente di scuola superiore e con il sogno, poi, di andare al college. 

## Produzione
Il film è una co-produzione tra la compagnia di Lee Daniels, la Lee Daniels Entertainment, e la Smokewood Entertainment Group.

### Cast
Il ruolo principale di Precious Jones è affidato alla debuttante Gabourey Sidibe, ad affiancarla vi sono Mo'Nique e Paula Patton, rispettivamente la madre e l'insegnante della ragazza. Il cast è arricchito dalla presenza di due cantanti, Lenny Kravitz, nel ruolo di un infermiere, e Mariah Carey nei panni di un'assistente sociale.

## Colonna sonora
Il tema principale del film è stato scritto dal compositore Robin Thicke. Più tardi è stato annunciato che la canzone sarebbe stata sostituita da I Can See In Color di Mary J. Blige. Nel trailer del film è presente la canzone di Leona Lewis Happy (dal suo album Echo). Daniels ha dichiarato che gli artisti presenti nella colonna sonora del film sono stati scelti perché "risuonano non solo nel mondo di Precious, ma parlano alla tua anima, indipendentemente da chi sei". Altre due canzoni, eseguite decenni prima da Queen Latifah e Mahalia Jackson, sono state scelte per la colonna sonora del film. Alla colonna sonora collaborano anche le Labelle (Nona Hendryx, Sarah Dash, e Patti LaBelle), Donna Allen, Jean Carn, Sunny Gale e MFSB.
La Lionsgate, in associazione con la Matriarch /Geffen Records, ha lanciato la colonna sonora online il 3 novembre 2009 e nei negozi il 23 novembre. Il People Magazine Daily ha fatto notare che il film "ha avuto una colonna sonora di musiche selezionate, ma non un granché come musica, così sono state inserite canzoni popolari nel film". Peter Travers di Rolling Stone ha descritto I Can See In Color come "una canzone impressionante, che esprime l'obiettivo di Precious di vedere il mondo a colori".

## Distribuzione
Il film venne presentato in anteprima al Sundance Film Festival con il titolo Push: Based on the Novel by Sapphire, dove venne proiettato dal 15 gennaio al 25 gennaio 2009 a Park City nello Utah, ottenendo tre riconoscimenti: premio del pubblico, gran premio della giuria e premio speciale della giuria per l'interpretazione drammatica di Mo'Nique.
Dopo l'anteprima al Sundance, la Lionsgate acquistò i diritti di distribuzione per gli Stati Uniti, con il supporto promozionale dalla Harpo Productions di Oprah Winfrey e dalla 34th Street Films di Tyler Perry. La Lionsgate decise di cambiare il titolo da Push: Based on the Novel by Sapphire a Precious, per evitare che la pellicola venisse confusa con il film d'azione dello stesso anno Push.
Oprah Winfrey usò il suo prestigio, sia come celebrità sia come personaggio mediatico e questo venne descritto da Ben Child del The Guardian come "un impulso promozionale di alto profilo". Alla conferenza stampa la stessa Winfrey annunciò la sua intenzione di guidare una campagna promozionale a favore di Precious, sperando di essere capace di "portare a un pubblico diversificato il film" promuovendolo nel suo show, nella sua rivista e nel suo canale radio-satellitare. Katie Walmsley della CNN, sulla base dell'accoglienza positiva del film al Toronto Film Festival osservò che "perlomeno il premio (Toronto) garantirà a Precious una sostanziale distribuzione, così pure come l'esposizione del regista Daniels".
A maggio il film venne presentato in competizione nella sezione Un Certain Regard del Festival di Cannes 2009. In quell'occasione ottenne lunghi applausi ed una standing ovation.
Il regista e produttore Lee Daniels disse che ci fu un certo imbarazzo nel proiettare Precious al Festival di Cannes, poiché pensava che il film avrebbe potuto mettere in cattiva luce gli afro-americani a causa del suo contenuto.
Il film, dopo la vittoria dei due Oscar e l'anteprima il 15 marzo 2010 al Festival del Cinema Africano, d'Asia e d'America Latina di Milano, venne distribuito in Italia da Fandango ed uscì nelle sale il 26 novembre 2010. In Italia, nonostante il calibro e i premi ricevuti, il film non fu pubblicizzato e venne distribuito in maniera poco capillare. Uscì in DVD e Blu-ray Disc il 5 aprile 2011.

### Divieti
Il 6 novembre 2009 Precious ha avuto una distribuzione cinematografica limitata e avrebbe dovuto apparire sugli schermi solo nel Nord America. Negli Stati Uniti il film è stato valutato con una "R" dalla Motion Picture Association of America (MPAA) a causa del suo argomento maturo, in particolare per aver trattato nuovamente in modo duro "l'abuso sessuale sui minori, con un linguaggio osceno".

### Edizioni home video
Il film è uscito in DVD-Video e Blu-ray Disc il 9 marzo 2010, raggiungendo il primo posto nella top ten delle vendite di DVD negli Stati Uniti con 1,5 milioni di DVD venduti nella prima settimana di uscita. Precious ha anche ha raggiunto la prima posizione nelle classifiche di noleggio per iTunes e Amazon.com.

## Accoglienza

### Incassi
Durante il suo weekend di apertura, il film ha incassato 1.872.458 dollari, che lo hanno piazzato al dodicesimo posto nella classifica di botteghino di quel fine settimana, pur essendo proiettato solo in 18 cinema. Precious ha visto un incremento del 214% nella sua seconda settimana di distribuzione, incassando 5.874.628 dollari in 174 cinema, che lo hanno catapultato fino al terzo posto nella classifica di botteghino di quel weekend, con una media per cinema di 33.762 dollari. Il 20 novembre 2009, il film ha ricevuto una distribuzione più ampia, venendo proiettato in 629 cinema. Nella sua terza settimana, Precious, come aveva precedentemente previsto la sua casa cinematografica, si è piazzato al sesto posto, con un incasso di 11.008.000 dollari, un aumento dell'87,4% rispetto alla settimana precedente.
Dopo aver cavalcato per tre settimane l'onda del successo, il film ha cominciato a vedere una discesa negli incassi. Tuttavia Precious detiene il record per il film con il più alto incasso all'esordio in 100 cinema e per la più elevata media di incassi per proiezioni di film mostrati in meno di 50 cinema. Precious ha incassato un totale di 40.320.285 dollari in più di sei settimane di distribuzione. Il film ha aperto al nono posto nel Regno Unito, con ricavi pari a 259.000 dollari nel weekend di lancio con una distribuzione limitata in 47 sale cinematografiche, generando una media di 5.552 dollari per proiezione.

### Critica
L'attrice Mo'Nique ha ricevuto il plauso della critica per la sua performance che le ha fatto guadagnare un Golden Globe, uno Screen Actors Guild Award, un BAFTA e un premio Oscar. Precious ha ricevuto molte acclamazioni dalla critica. Il sito internet Rotten Tomatoes riferisce che il 91% delle 281 critiche ha dato una recensione positiva al film, con una media in classifica di 7.8 su 10. Ciò che emerge all'unanimità dal sito è che "Precious è un film triste ma essenzialmente trionfante sull'abuso e la vita nei bassifondi, ampiamente sostenuto dalle eccezionali performance del suo cast". Il Metacritic, che assegna una classifica standardizzata in centesimi alle recensioni, ha assegnato al film un punteggio di 79, basato su 36 recensioni, indicandole come "recensioni per lo più positive".
John Anderson di Variety ha detto: "chiamarlo semplicemente straziante o spietato non sarebbe la cosa giusta", avendo notato che il film "è coraggioso e inflessibile, un miscuglio di degradazione ed euforia, disperazione e speranza". Anderson ha definito la performance della Carey come perfetta e il ruolo della Patton, la signorina Blu Rain, disarmante. Owen Gleiberman dell'Entertainment Weekly, ha lodato la performance della Carey, per aver dimostrato "un'autentica compassione" e ha lodato anche sia il film per avere catturato il fatto di "come una ragazza perduta resuscita se stessa", sia Lee Daniels per aver dimostrato "assoluto coraggio come regista andando nel profondo delle patologie che possono ancora indugiarsi negli armadi delle vite di alcuni sobborghi indigenti". Gleiberman descrive il film come un film che "ti fa pensare, la stessa cosa sarebbe potuta succedere a me. […] È un'esperienza toccante, poiché alla fine ci si sente testimoni niente meno che di una nascita di un'anima" e si percepisce che "la scena finale di rivelazione tra i personaggi di Sibide e Mo'Nique era abbastanza forte da riuscire a lasciare gli spettatori in lacrime, scossi e sballottati con pena e terrore".
Roger Ebert, del Chicago Sun-Times, ha lodato le performance di Sibide e Mo'Nique. Erbert descrive di quest'ultima come "paurosamente coinvolgente" e nota che "il film è una dimostrazione dell'abilità di Sibide di coinvolgere la nostra empatia", poiché "ha completamente creato il personaggio di Precious". Egli ha notato che le performance della Carey e della Patton "hanno avuto lo stesso impatto sullo schermo di Sibide". Elbert elogia Deniels perché piuttosto di ingaggiare le attrici per i loro nomi, "è stato capace di vedere oltre la superficie e ha creduto che esse avessero dentro di loro le risorse emozionali per interpretare queste donne, e aveva ragione". Batsey Sharkey, del Los Angeles Times, descrive il film come "un diamante grezzo … Un raro miscuglio di puro intrattenimento e cupa testimonianza sociale, è una storia sconvolgentemente cruda, sorprendentemente irriverente". Claudia Puig, del USA Today, ha detto che mentre ci sono momenti melodrammatici nel film, il cast da "delle interpretazioni straordinarie" per mostrare al pubblico "il messaggio ispiratore" del film. Peter Travers, di Rolling Stone, ha definito Mo'Nique "dinamite", affermando che la sua performance "stacca il cuore". Mary Pols, del Times, ha apprezzato le sequenze di fantasia del film per essere capaci di mostrare al pubblico una "gioiosa energia da Mago di Oz" che è in grado di "aprire la porta della mente di Precious in un modo che perfino l'autrice non avrebbe saputo fare".
Marshall Fine, dell'Huffington Post, ha elogiato il film essendo "un film che non si tira indietro dalle profondità nelle quali l'essere umano affonda, ma mostra la forza di cui siamo capaci, anche nei momenti più bui". Scott Mendelson, sempre dell'Huffington Post, ha affermato che se si mettono da parte i problemi lampanti, il film "opera ancora come potente studio del carattere e come occhiata dentro al mondo che piuttosto preferiamo fingere che non esista in America. Ma mentre il film si afferma come potente sorpresa di recitazione e potente studio di carattere, ci sono alcune maggiori questioni narrative che impediscono al film di essere capolavoro fortuito". Mendelson descrive il film come una "centrale elettrica che agisce basandosi sui suoi molteplici temi emotivi". Il critico Jack Mattew ha scritto: "senza avere familiarità con il materiale sorgente, non si ha veramente idea di quanto lavoro è stato fatto nell'adattamento e quanto bene è stato fatto. Geoffrey, sceneggiatore di Precious: based on the novel "Push" by Sapphine ha fatto il lavoro del servitore nel trasformare il romanzo crudo e tipico del viaggio di un'adolescente abusata di Harlem in una storia coerente ed ispiratrice". L'articolo "Precious dispays power of film" (Entertainment Weekly) di Owen Gleiberman riconosce come Daniels usa una delle ricche scene create da Fletcher per collocare Mo'Nique in un doloroso confronto con Sibide, che si traduce in una performance magistrale e che fa riflettere, che dà la spinta finale che serve a Sibide. Gleiberman scrive che "la scena finale della rivelazione tra madre e figlia lascia in lacrime, scossi e sorpresi con terrore".
Precious ha ricevuto anche critiche negative. Armond White, che scrive nel New York Press, ha paragonato il film a Nascita di una nazione (The Birth of a Nation) poiché degrada l'idea della vita dei neri americani e lo ha definito "la truffa dell'anno". White in un'intervista ha dichiarato inoltre che la popolarità del film è dovuta al fatto che "l'anormalità nera vende". Courtland Milloy, del Washington Post, ha dichiarato che Precious è un film "di lascivo interesse che ha più o meno lo stesso valore sociale salvifico di un film porno". Keith Uhlich, del Time Out New York, ha affermato che il film non è all'altezza della sua lunga promozione e che "è stato sconcertante" scoprire l'elogio del film al Sundance Festival, poiché Uhlich lo definisce avere un "merito trascurabile". Dana Stevens, di Slate, ha notato che "l'entusiasmo del film" di "trascinare" il pubblico "attraverso le più basse profondità dell'esperienza umana" lascia il pubblico "senza lo spazio per trarre le proprie conclusioni". Peter Bradshaw nel The Guardian ha dichiarato che "il film non era il capolavoro trascendente che alcuni hanno fatto credere che fosse". Sukdev Sandhu nel The Daily Telegraph ha affermato che ha trovato il film "una deprimente combinazione tra stereotipo e melodramma", sebbene abbia dichiarato che il film comprendeva alcune eccellenti recitazioni.

## Riconoscimenti
- 2010 - Premio Oscar
  - Miglior attrice non protagonista a Mo'Nique
  - Migliore sceneggiatura non originale a Geoffrey Fletcher
  - Candidatura a Miglior film
  - Candidatura alla Migliore regia a Lee Daniels
  - Candidatura per la Miglior attrice protagonista a Gabourey Sidibe
  - Candidatura per il Miglior montaggio a Joe Klotz
- 2010 - Golden Globe[44]
  - Miglior attrice non protagonista a Mo'Nique
  - Candidatura a Miglior film drammatico
  - Candidatura per la Miglior attrice in un film drammatico a Gabourey Sidibe
- 2010 - Premio BAFTA[45]
  - Miglior attrice non protagonista a Mo'Nique
  - Candidatura a Miglior film
  - Candidatura per la Miglior attrice protagonista a Gabourey Sidibe
  - Candidatura per la Migliore sceneggiatura non originale a Geoffrey Fletcher
- 2009 - National Board of Review Awards
  - Miglior performance rivelazione femminile a Gabourey Sidibe
- 2010 - Kansas City Film Critics Circle Award
  - Miglior attrice non protagonista a Mo'Nique
- 2010 - MTV Movie Award
  - Candidatura per la Miglior performance rivelazione Gabourey Sidibe
- 2010 - Critics' Choice Movie Award
  - Miglior attrice non protagonista a Mo'Nique
  - Candidatura a Miglior film
  - Candidatura per la Migliore regia a Lee Daniels
  - Candidatura per la Miglior attrice protagonista a Gabourey Sidibe
  - Candidatura per il Miglior cast
  - Candidatura per la Migliore sceneggiatura non originale a Geoffrey Fletcher

- 2009 - New York Film Critics Circle Award
  - Miglior attrice non protagonista a Mo'Nique
- 2010 - Independent Spirit Award[46]
  - Miglior film
  - Migliore regia a Lee Daniels
  - Miglior attrice protagonista a Gabourey Sidibe
  - Miglior attrice non protagonista a Mo'Nique
  - Migliore sceneggiatura d'esordio a Geoffrey Fletcher
- 2009 - Los Angeles Film Critics Association Awards
  - Miglior attrice non protagonista a Mo'Nique
- 2010 - Screen Actors Guild Award
  - Miglior attrice non protagonista a Mo'Nique
  - Candidatura per il Miglior cast
  - Candidatura per la Miglior attrice protagonista a Gabourey Sidibe
- 2009 - Satellite Awards
  - Miglior attrice non protagonista a Mo'Nique
  - Migliore sceneggiatura non originale a Geoffrey Fletcher
  - Miglior attrice debuttante a Gabourey Sidibe
  - Candidatura per il Miglior film drammatico
  - Candidatura per il Migliore regia a[Lee Daniels
  - Candidatura per la Miglior canzone (I Can See In Color) a Mary J. Blige

Il produttore Lee Daniels ha vinto il People's Choise Award, un premio dato dai membri del pubblico al Toronto International Film Festival del 2009. Daniels inoltre ha vinto entrambi i premi per cui è stato candidato al Festival internazionale del cinema di San Sebastián, il TVE Otra Mirada Award e il premio del pubblico. È stato anche candidato nella categoria Bronze Horse al Festival del Cinema di Stoccolma e ha vinto il Best Feature Film all'Hawaii International Film Festival.
Il film è stato candidato in tutte e tre le principali categorie agli Screen Actors Guild Awards del 2009: miglior cast, la migliore attrice e miglior attrice non protagonista (vinto da Mo'Nique).
Il film è stato anche candidato per un GLAAD Media Award per "eccellente distribuzione del film" durante i ventunesimi GLAAD Media Awards.

## Curiosità
Una sera, a casa, Precious e sua madre guardano un film alla TV. Si tratta de La ciociara di Vittorio De Sica con Sophia Loren.